# Seigo Yamaguchi
Seigo Yamaguchi (jap. 山口 清吾, Yamaguchi Seigo; * 13. April 1924 in der Präfektur Fukuoka; † 24. Januar 1996 in Tokio) war ein hochrangiger japanischer Shihan des Aikido, der den 9. Dan des Aikikai innehatte.

## Leben
In seiner Jugend übte Yamaguchi Kendo und Kenjutsu. 1943 wurde er zum Kriegsdienst eingezogen. Im Alter von 27 Jahren begann er, Aikido bei Ueshiba Morihei zu trainieren. 1958 ging er nach Burma, kehrte 1960 nach Japan zurück, wo er im Aikikai Honbu Dōjō lehrte. Seit 1977 bereiste er auch andere Länder, um Aikido zu verbreiten. Vor allem in Frankreich hatte er eine große Anhängerschaft. Bedeutende Schüler sind z. B. Christian Tissier, Philippe Gouttard, Gerhard Walter, Seishirō Endō und Yoshinobu Takeda. Masatoshi Yasuno, Takeshi Yamashima, Sobue Mitsuru, Atsushi Mimuro, Franck Noël, Bernhard Palmier, William Gleason.